# Lucicutia bicornuta
Lucicutia bicornuta är en kräftdjursart som beskrevs av Wolfenden 1905. Lucicutia bicornuta ingår i släktet Lucicutia och familjen Lucicutiidae. Inga underarter finns listade i Catalogue of Life.